# 1996-os indianapolisi 500
A 80. alkalommal megrendezett indianapolisi 500 mérföldes versenyt 1996. május 26-án rendezték meg.

## Futam
| Helyezés | Rajthely | Rajtszám | Versenyző                | Qual    | Rank | C | E  | T | Körök száma | Élen | Kiesés oka     | Csapat                       |
| -------- | -------- | -------- | ------------------------ | ------- | ---- | - | -- | - | ----------- | ---- | -------------- | ---------------------------- |
| 1        | 5        | 91       | Buddy Lazier             | 231.468 | 7    | R | F  | F | 200         | 43   | Running        | Hemelgarn Racing             |
| 2        | 2        | 70       | Davy Jones               | 232.882 | 4    | L | MB | G | 200         | 46   | Running        | Galles Racing                |
| 3        | 15       | 4        | Richie Hearn (R)         | 226.520 | 20   | R | F  | G | 200         | 0    | Running        | Della-Penna Motorsports      |
| 4        | 7        | 8        | Alessandro Zampedri      | 229.595 | 10   | L | F  | G | 199         | 20   | Baleset T4     | Team Scandia                 |
| 5        | 6        | 21       | Roberto Guerrero         | 231.373 | 8    | R | F  | G | 198         | 47   | Baleset T4     | Pagan Racing                 |
| 6        | 3        | 7        | Eliseo Salazar           | 232.684 | 5    | L | F  | G | 197         | 0    | Baleset T4     | Team Scandia                 |
| 7        | 33       | 32       | Danny Ongais             | 233.718 | 2    | L | M  | F | 197         | 0    | Running        | Team Menard                  |
| 8        | 30       | 52       | Hideshi Matsuda          | 226.856 | 19   | L | F  | F | 197         | 0    | Running        | Beck Motorsports             |
| 9        | 23       | 54       | Robbie Buhl (R)          | 226.217 | 21   | L | F  | F | 197         | 0    | Running        | Beck Motorsports             |
| 10       | 21       | 11       | Scott Sharp              | 231.201 | 9    | L | F  | G | 194         | 0    | Baleset        | A.J. Foyt Enterprises        |
| 11       | 4        | 3        | Eddie Cheever            | 231.781 | 6    | L | M  | F | 189         | 0    | Running        | Team Menard                  |
| 12       | 10       | 14       | Davey Hamilton (R)       | 228.887 | 13   | L | F  | G | 181         | 0    | Running        | A.J. Foyt Enterprises        |
| 13       | 8        | 22       | Michel Jourdain, Jr. (R) | 229.380 | 11   | L | F  | G | 177         | 0    | Running        | Team Scandia                 |
| 14       | 18       | 45       | Lyn St. James            | 224.594 | 26   | L | F  | F | 153         | 0    | Baleset T1     | Zunne Group                  |
| 15       | 32       | 44       | Scott Harrington (R)     | 222.185 | 33   | R | F  | G | 150         | 0    | Baleset T1     | Harrington Motorsports       |
| 16       | 20       | 5        | Arie Luyendyk (W)        | 236.985 | 1    | R | F  | F | 149         | 0    | Prev. Accident | Jonathan Byrd/Teadway Racing |
| 17       | 9        | 12       | Buzz Calkins (R)         | 229.014 | 12   | R | F  | F | 148         | 0    | Rear Brakes    | Bradley Motorsports          |
| 18       | 19       | 27       | Jim Guthrie (R)          | 222.394 | 31   | L | M  | F | 144         | 0    | Motorhiba      | Team Blueprint Racing        |
| 19       | 14       | 30       | Mark Dismore (R)         | 227.260 | 18   | L | M  | F | 129         | 0    | Motorhiba      | Team Menard                  |
| 20       | 11       | 60       | Mike Groff               | 228.703 | 15   | R | F  | G | 122         | 0    | Tűz            | Walker Racing                |
| 21       | 28       | 34       | Fermín Velez (R)         | 222.487 | 30   | L | F  | G | 107         | 0    | Motortűz       | Team Scandia                 |
| 22       | 31       | 43       | Joe Gosek (R)            | 222.793 | 29   | L | F  | G | 106         | 0    | Hűtő           | Team Scandia                 |
| 23       | 26       | 10       | Brad Murphey (R)         | 226.053 | 23   | R | F  | F | 91          | 0    | Suspension     | Hemelgarn Racing             |
| 24       | 1        | 20       | Tony Stewart (R)         | 233.100 | 3    | L | M  | F | 82          | 44   | Motorhiba      | Team Menard                  |
| 25       | 25       | 90       | Racin Gardner (R)        | 224.453 | 27   | L | F  | G | 76          | 0    | Suspension     | Team Scandia                 |
| 26       | 22       | 41       | Marco Greco              | 228.841 | 14   | L | F  | G | 64          | 0    | Motorhiba      | A.J. Foyt Enterprises        |
| 27       | 13       | 9        | Stéphane Grégoire        | 227.556 | 17   | R | F  | F | 59          | 0    | Coil Pack Fire | Hemelgarn Racing             |
| 28       | 27       | 16       | Johnny Parsons           | 223.843 | 28   | L | M  | F | 48          | 0    | Hűtő           | Team Menard                  |
| 29       | 29       | 75       | Johnny O'Connell (R)     | 222.361 | 32   | R | F  | F | 47          | 0    | Fuel Pickup    | Cunningham Racing            |
| 30       | 12       | 33       | Michele Alboreto (R)     | 228.230 | 16   | L | F  | G | 43          | 0    | Váltó          | Team Scandia                 |
| 31       | 17       | 18       | John Paul, Jr.           | 224.757 | 25   | L | M  | G | 10          | 0    | Ignition       | PDM Racing                   |
| 32       | 24       | 96       | Paul Durant (R)          | 225.404 | 24   | L | B  | G | 9           | 0    | Motorhiba      | ABF Motorsports              |
| 33       | 16       | 64       | Johnny Unser (R)         | 226.115 | 22   | R | F  | G | 0           | 0    | Transmission   | Project Indy                 |